# Omethidae
Omethidae jsou čeleď brouků v nadčeledi Elateroidea.